# Ursula Kulscher
Ursula Kulscher (* 18. Juli 1936 in Wohlhausen) ist eine deutsche Fotografin sowie Politikerin (CDU) und ehemaliges Mitglied des Sächsischen Landtages.

## Leben
Ursula Kulscher besuchte Zwischen 1942 und 1950 die Grundschulen in Tirpersdorf und Erlbach. Von 1950 bis 1953 machte sie eine Lehre als Porträtfotografin in Markneukirchen. Im Jahr 1952 wurde sie als bester Lehrling ausgezeichnet und war noch bis 1957 als Fotografin in ihrem Ausbildungsbetrieb tätig. Außerdem besuchte sie die Berufsschule in Plauen. Zwischen 1958 und 1972 arbeitete Frau Kulscher als Fotografin und technische Angestellte in einem Ansichtskartenverlag in Erlbach. Von 1972 bis 1987 war sie als Bearbeiterin für Werbung und Messen im VEB Musima Markneukirchen, einem großen Industriebetrieb für Musikinstrumente, beschäftigt. Von 1987 bis 1990 arbeitete Frau Kulscher als freischaffende Fotografin für Presse und Werbung.
Frau Kulscher ist evangelisch, verheiratet und hat eine Tochter.

## Politik
Ursula Kulscher wurde Mai 1985 Mitglied der Ost-CDU. Im Oktober 1990 wurde sie über den Wahlkreis 80 (Klingenthal – Auerbach II) in den Sächsischen Landtag gewählt, dem sie für zwei Wahlperioden bis 1999 angehörte. In der 2. Wahlperiode zog sie über die Landesliste in den Landtag ein. In der 1. Wahlperiode war sie im Ausschuss für Bundes- und Europaangelegenheiten und in der 2. Wahlperiode im Petitionsausschuss und im Europaausschuss.

## Belege
- Klaus-Jürgen Holzapfel (Hrsg.): Sächsischer Landtag: 1. Wahlperiode, 1990–1994; Volkshandbuch. NDV Neue Darmstädter Verlagsanstalt, Rheinbreitbach 1991, ISBN 3-87576-265-7. S. 43 (Ausschuss: S. 84). (Stand Mai 1991)
- Klaus-Jürgen Holzapfel (Hrsg.): Sächsischer Landtag: 2. Wahlperiode, 1994–1999; Volkshandbuch. NDV Neue Darmstädter Verlagsanstalt, Rheinbreitbach 1995, ISBN 3-87576-335-1. S. 36 (Ausschüsse: S. 73 u. 76). (Stand Dezember 1994)

| Personendaten    | Personendaten                                  |
| ---------------- | ---------------------------------------------- |
| NAME             | Kulscher, Ursula                               |
| KURZBESCHREIBUNG | deutsche Fotografin und Politikerin (CDU), MdL |
| GEBURTSDATUM     | 18. Juli 1936                                  |
| GEBURTSORT       | Wohlhausen                                     |